# Heteronychia helanshanensis
Heteronychia helanshanensis är en tvåvingeart som beskrevs av Han, Zhao-gan och Ye 1985. Heteronychia helanshanensis ingår i släktet Heteronychia och familjen köttflugor. Inga underarter finns listade i Catalogue of Life.